# 2月23日 (旧暦)
旧暦2月23日は旧暦2月の23日目である。六曜は赤口である。

## できごと
- 元慶8年（ユリウス暦884年3月23日） - 太政大臣・藤原基経に擁立された光孝天皇が即位[要出典]
- 天養元年（ユリウス暦1144年3月28日） - 康治から天養に改元
- 仁安2年（ユリウス暦1167年3月16日） - 平清盛が厳島神社に参詣し、自ら書写した般若心経を奉納
- 元亨元年（ユリウス暦1321年3月22日） - 辛酉革命の為、元応から元亨に改元
- 延徳元年（ユリウス暦1489年3月25日） - 銀閣（東山山荘・慈照寺）で上棟式
- 天正4年（ユリウス暦1576年3月23日） - 織田信長が岐阜から近江・安土城へ移る
- 天明4年（グレゴリオ暦1784年4月12日） - 筑前志賀島の百姓甚兵衛が、田の溝の中から「漢倭奴國王」の金印を発見
- 享和2年（グレゴリオ暦1802年3月26日） - 江戸幕府がロシアの南下に対応して蝦夷奉行を設置
- 安政元年（グレゴリオ暦1854年3月21日） - 横浜のペリー応接所の庭で日本で初めて模型の蒸気機関車が運転される
- 明治元年（グレゴリオ暦1868年3月16日） - 明治政府が「太政官日誌」を創刊

## 誕生日
- 文久3年（グレゴリオ暦1863年4月10日） - 山極勝三郎、病理学者・世界初の人工発癌に成功 （+ 1930年）
- 明治3年（グレゴリオ暦1870年3月24日） - 本多光太郎、物理学者・KS鋼発明（+ 1954年）

## 忌日
- 寛永15年（グレゴリオ暦1638年4月7日） - 島津家久、薩摩藩主（* 1578年）
- 慶応元年（グレゴリオ暦1865年3月20日） - 山南敬助、新選組総長（* 1833年）

## 記念日・年中行事
富士山感謝期間